# Mickey's PhilharMagic
Mickey's PhilharMagic est un spectacle de film en 3D avec des audio-animatronics situé dans le parc Magic Kingdom en Floride et à Hong Kong Disneyland en Chine. Elle reprend en l'améliorant le thème de l'attraction Mickey Mouse Revue.
L'attraction est unique par le fait d'être l'une des très rares attractions des parcs Disney pour laquelle Walt Disney Imagineering a collaboré avec une autre division de la Walt Disney Company - en l'occurrence Walt Disney Feature Animation, qui participa à la création et l'animation du film. Walt Disney Feature Animation avait aussi aidé à créer les spectacles Fantasmic! de Disneyland et des Disney's Hollywood Studios. Toutefois son synopsis est assez proche d'Animagique attraction ouverte en 2002 au parc Walt Disney Studios.
Ce film est l'un des premiers dessins animés totalement en image de synthèse de Walt Disney Feature Animation.

## Histoire
L'histoire de l'attraction serait que Mickey Mouse dirige son orchestre - le PhilharMagic - dans la salle de concert de Fantasyland du Magic Kingdom (ou à Hong Kong Disneyland). Lorsque vous entrez dans le bâtiment d'astucieuses excentricités placées par les Imagineers telles que des affiches des précédents spectacles dont Hadès du film Hercule accentuent cette sensation.
Avant le début du spectacle, Donald Duck enfile le chapeau magique de Mickey dans Fantasia et est emporté dans un tourbillon de magie et de musique. Il perd le chapeau dans l'univers de Disney et est obligé pour retrouver son chemin de traverser des scènes des films La Petite Sirène, Aladdin, Peter Pan, Le Roi lion et de La Belle et la Bête.
À la fin dans une explosion, Donald est expulsé de l'écran jusque dans le public. Il apparaît alors à un balcon (sous la forme d'un audio-animatronic) se débattant pour se remettre debout.

## Les attractions

### Magic Kingdom
Un élément comique apparaît dans cette version de l'attraction. Donald dont on ne voit que l'arrière train est encastré dans un mur à l'intérieur de l'attraction et est visible de face « de l'autre côté du mur » dans la boutique mitoyenne.
Cette attraction bénéficie du système FastPass
- Ouverture : 8 octobre 2003[2]
- Conception : Walt Disney Imagineering, Walt Disney Feature Animation
- Taille de l'écran : 46,72 m.
- Durée : 12 min.
- Type d'attraction : Film en 3D avec audio-animatronics
- Situation : 28° 25′ 12″ N, 81° 34′ 54″ O
- Attraction précédente :
  - Mickey Mouse Revue 1971 - septembre 1980, transférée à Tokyo Disneyland
  - Magic Journeys décembre 1987 - décembre 1993
  - Legend of the Lion King juillet 1994 - 2003

### Hong Kong Disneyland

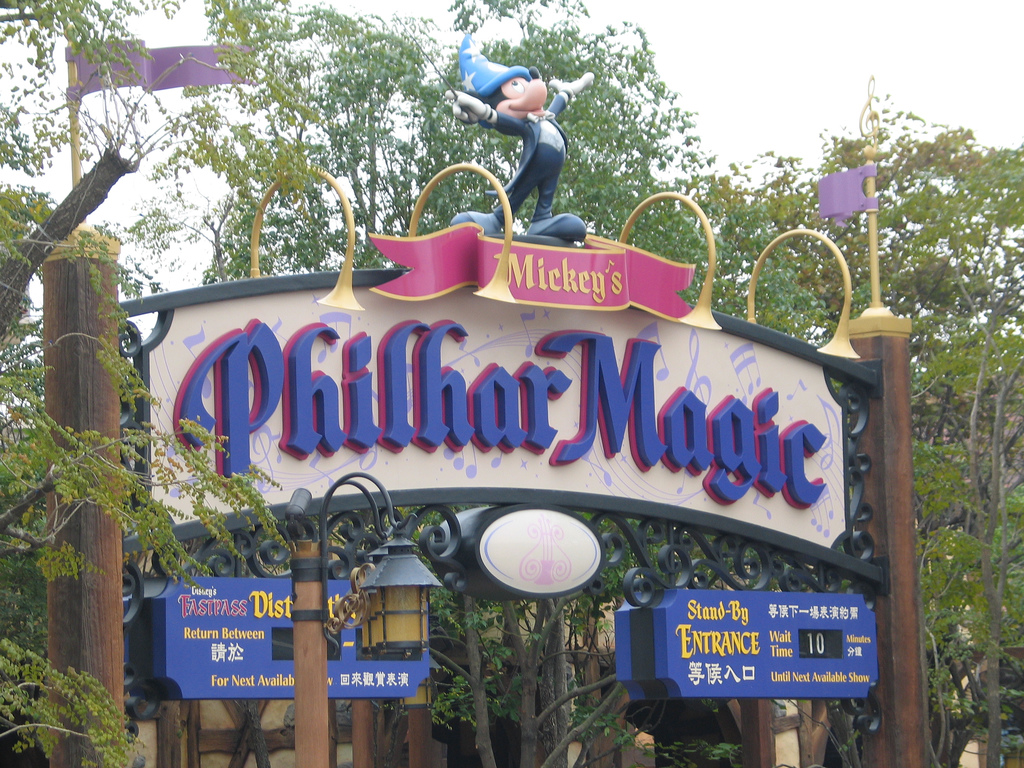
Mickey's PhilharMagic, Hong Kong Disneyland

Cette attraction bénéficie du système FastPass
- Ouverture : 12 septembre 2005 (avec le parc)
- Conception : Walt Disney Imagineering, Walt Disney Feature Animation
- Taille de l'écran : 46,72 m.
- Durée : 12 min.
- Situation : 22° 18′ 44″ N, 114° 02′ 27″ E
- Type d'attraction : Film en 3D avec audio-animatronics

### Tokyo Disneyland

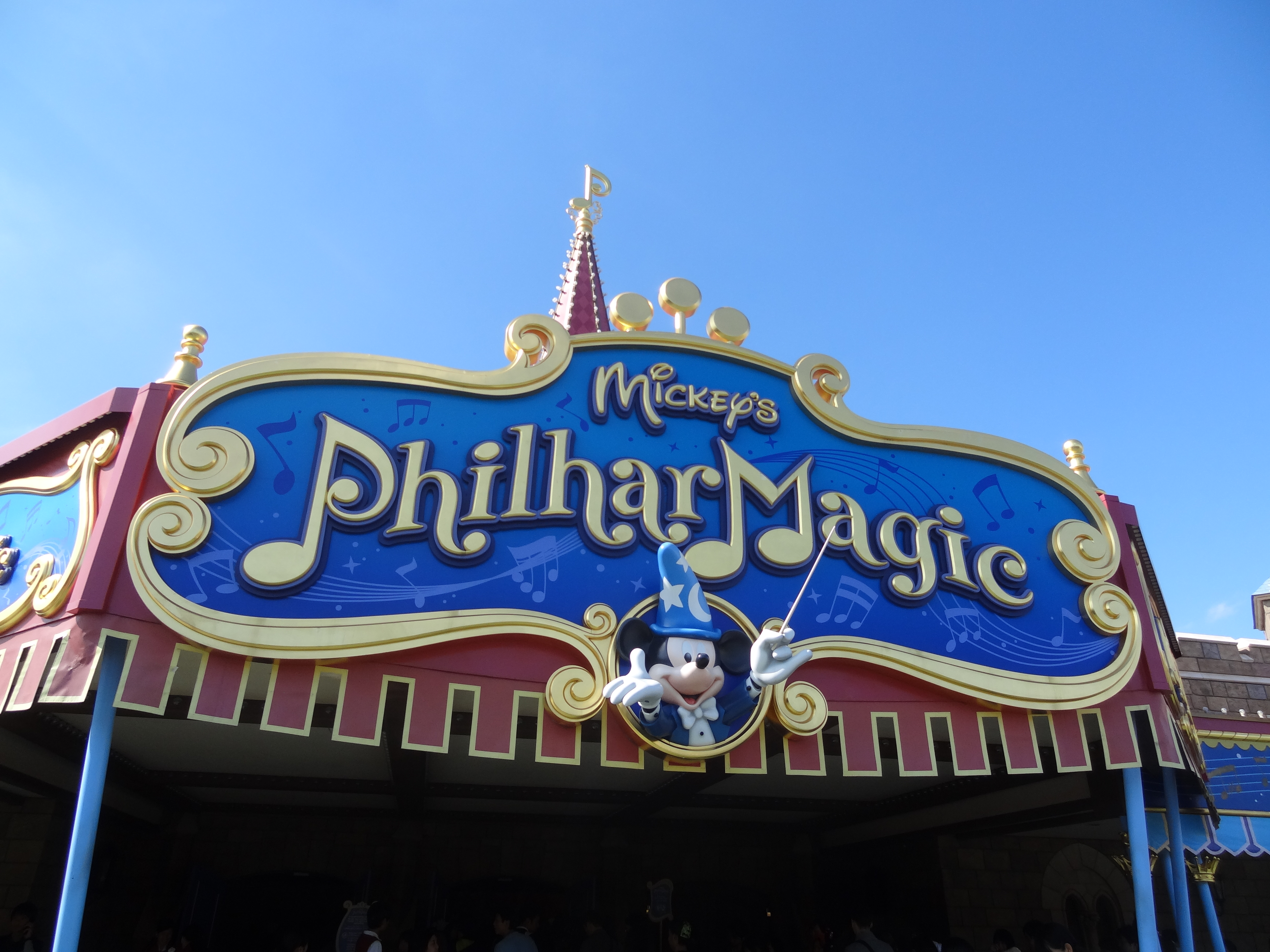
Mickey's PhilharMagic, Tokyo Disneyland

Le 14 juin 2010, OLC annonce l'ouverture de Mickey's PhilharMagic à Tokyo Disneyland pour le 24 janvier 2011.
- Ouverture : 24 janvier 2011[4]
- Conception : Walt Disney Imagineering, Walt Disney Feature Animation
- Durée : 11 min.
- Capacité : 454 places
- Budget : 6 milliards de yen
- Type d'attraction : Film en 3D avec audio-animatronics
- Situation : 35° 37′ 54″ N, 139° 52′ 51″ E
- Attraction précédente :
  - Mickey Mouse Revue 1983 - 2009

### Parc Disneyland  (Paris)

Mickey et son Orchestre PhilharMagique est présenté au Discoveryland Theatre à Discoveryland.

Le 18 mai 2018, Disneyland Paris annonce l'ouverture de Mickey et son Orchestre PhilharMagique au Parc Disneyland (Paris) pour le 1er octobre 2018.
- Ouverture : 1er octobre 2018
- Conception : Walt Disney Imagineering, Walt Disney Feature Animation
- Durée : 11 min.
- Capacité : 600 places
- Type d'attraction : Film en 3D
- Situation : 48° 52′ 28″ N, 2° 46′ 47″ E
- Attractions précédentes : 
  - Captain Eo (1992-1997, 2010-2015)
  - Chérie, j'ai rétréci le public (1999-2010)

### Disney California Adventure
Le 28 mars 2019, Disneyland Resort annonce l'ouverture de Mickey's PhilharMagic à Disney California Adventure pour avril 2019. Elle est située dans la salle de spectacle initialement occupée par Muppet's Vision 3D et a ouvert le 26 avril 2019. 
- Ouverture : 26 avril 2019
- Conception : Walt Disney Imagineering, Walt Disney Feature Animation
- Durée : 11 min.
- Type d'attraction : Film en 3D
- Situation : 33° 48′ 28″ N, 117° 55′ 06″ O
- Attractions précédentes : 
  - For the First Time in Forever: A Frozen Sing-Along Celebration (2015-2016)